# Aspidiophorus lamellophorus
Aspidiophorus lamellophorus är en djurart som tillhör fylumet bukhårsdjur, och som beskrevs av Balsamo, Hummon, Todaro och Ezio Tongiorgi 1997. Aspidiophorus lamellophorus ingår i släktet Aspidiophorus och familjen Chaetonotidae. Inga underarter finns listade i Catalogue of Life.